# 1207
Năm 1207 là một năm trong lịch Julius.